# 141 (getal)
141 is het natuurlijke getal volgend op 140.

## Wiskunde
Het is
- een Cullengetal,
- een 11-hoeksgetal,
- een gecentreerd vijfhoeksgetal en
- een semipriemgetal ({\displaystyle 3\cdot 47}).

## Jaartelling
- 141
- 141 v. Chr.